# Ding Shaoguang
Ding Shaoguang (ur. 7 października 1939 w Chenggu w prowincji Shaanxi) – współczesny chiński malarz, jeden z czołowych twórców tzw. szkoły yunnańskiej, łączącej tradycyjne malarstwo guohua z nowoczesnym malarstwem zachodnim.
Zaczął malować w wieku 11 lat. W 1962 roku ukończył (z wyróżnieniem) Centralną Akademię Sztuk Pięknych w Pekinie, następnie wykładał w Instytucie Sztuki w Kunming. Malował abstrakcyjne obrazy inspirowane sztuką Picassa, Matisse’a i Modiglianiego. Po rozpoczęciu rewolucji kulturalnej jego malarstwo uznano za nieprawomyślne; zwolniony z pracy schronił się przed prześladowaniami ze strony hunwejbinów w buddyjskim klasztorze w prowincji Gansu. Zajmował się wówczas badaniem starożytnych fresków w jaskiniach Mogao. W 1968 roku powrócił do Kunmingu. Chociaż do końca rewolucji kulturalnej pozostawał bez pracy, udało mu się przetrwać spokojnie ten okres.
W roku 1979 wykonał monumentalne malowidło ścienne Xishuangbanna – piękna, bogata i tajemnicza, znajdujące się w Wielkiej Hali Ludowej w Pekinie. W tym samym roku odbyła się w Hongkongu pierwsza wystawa jego prac.
W lipcu 1980 roku wyjechał na stałe do Stanów Zjednoczonych, dwa lata później otrzymał amerykańskie obywatelstwo. Obecnie mieszka w Los Angeles. W latach 1986–1996 odbyło się ponad 400 wystaw jego prac w kilkunastu różnych krajach; jego obrazy sprzedano do ponad 1500 galerii na całym świecie. Wykładał także chińskie malarstwo na University of California. Był wielokrotnie nagradzany.
W 1993 roku wykonał na zamówienie ONZ obraz Światło praw człowieka, a rok później Miłość macierzyńska. Oba obrazy zostały rozpowszechnione w milionach reprodukcji na pocztówkach wydanych przez ONZ.